# کتانجی براون جکسن
کِتانْجی براون جکْسِن (به انگلیسی: Ketanji Brown Jackson، زاده ۱۴ سپتامبر ۱۹۷۰) وکیل و حقوقدان آمریکایی است که هم‌اکنون به عنوان یکی از قضات دستیار دیوان عالی ایالات متحده فعالیت می‌کند. وی پیشتر به عنوان قاضی در دادگاه استیناف ایالات متحده برای ناحیه کلمبیا فعالیت می‌کرد. از سال ۲۰۱۳ تا ۲۰۲۱، او قاضی ناحیه‌ای در دادگاه ناحیه‌ای ایالات متحده برای ناحیه کلمبیا بود. جکسون همچنین از سال ۲۰۱۰ تا ۲۰۱۴ نایب رئیس کمیسیون مجازات ایالات متحده بود. از سال ۲۰۱۶ او عضو هیئت ناظران هاروارد بوده‌است.
جکسن که متولد واشینگتن دی سی و بزرگ‌شدهٔ میامی، فلوریدا است، تحصیلات کارشناسی و مدرسه حقوق خود را در دانشگاه هاروارد انجام داد و در آنجا به عنوان یکی از دبیران نشریه نقد حقوق  هاروارد فعالیت کرد. او کار حقوقی خود را با سه کارآموزی، از جمله با استیون برایر، قاضی دیوان عالی ایالات متحده آغاز کرد.
رئیس‌جمهور جو بایدن در ۲۵ فوریه ۲۰۲۲، جکسن را به عنوان قاضی دستیار دیوان عالی ایالات متحده آمریکا پس از بازنشستگی برایر از دیوان عالی نامزد کرد. او با رای اعتماد مجلس سنا در حالی ۳ سناتور جمهوری‌خواه از او حمایت کردند با اکثریت ۵۳ به ۴۷ به عنوان اولین زن سیاه‌پوست به عنوان قاضی دیوان عالی ایالات متحده آمریکا تأیید شد.

## فعالیت حرفه‌ای

### نامزدی به دیوان عالی ایالات متحده آمریکا
در اوایل سال ۲۰۱۶، رئیس‌جمهور باراک اوباما پس از مرگ انتونین اسکالیا جکسن را به عنوان یکی از نامزدهای احتمالی برای پر کردن کرسی او در دیوان عالی ایالات متحده آمریکا مورد بررسی قرار داد. جکسن یکی از پنج نامزد نهایی بود که برای این کرسی خالی با آنها مصاحبه شد.
در اوایل سال ۲۰۲۲، منابع خبری گمانه زنی کردند که بایدن جکسن را برای پر کردن کرسی استیون برایر به دیوان عالی نامزد خواهد کرد. بایدن هنگام کمپین در انتخابات ریاست‌جمهوری ایالات متحده آمریکا (۲۰۲۰) وعده داده بود در صورت خالی شدن یکی از کرسی‌های دیوان عالی، یک زن سیاهپوست را به این دیوان خواهد گماشت. انتصاب جکسن به دادگاه استیناف حوزه ناحیه کلمبیای ایالات متحده آمریکا، که پس از دیوان عالی دومین دادگاه فدرال اثرگذار در ایالات متحده تلقی می‌شود، به عنوان آماده‌سازی برای ارتقای احتمالی او به دیوان عالی دیده شد.
نامزدی احتمالی جکسن به دیوان عالی مورد حمایت سازمان‌های لیبرال و مدافع حقوق مدنی قرار گرفته‌است. واشینگتن پست نوشت تجربه او به عنوان وکیل تسخیری او را محبوب پایگاه لیبرال تر حزب دمکرات کرده‌است. با این که حامیان او پیشینه او به عنوان وکیل تسخیری به عنوان یک ویژگی ارزشمند را تحسین کرده‌اند، جمهوریخواهان در جلسه تأیید او در سال ۲۰۲۱ نشان دادند که ممکن است کار او به عنوان وکیل تسخیری را به صورت دردسری برای او تصویر کنند.

## زندگی شخصی
جکسن از اقوام سببی رئیس سابق مجلس نمایندگان ایالات متحده آمریکا پال رایان است. او و همسرش دو دختر به نام های لیلا و تلیا دارند. جکسن پروتستان بدون فرقه است.